# テリー・ディッシンガー
テリー・ディッシンガー（Terry Dischinger、1940年11月14日 - 2023年10月10日）は、アメリカ合衆国の歯科医師、元バスケットボール選手、指導者。
インディアナ州テレポート出身。1960年ローマオリンピックではアメリカ代表として金メダルを獲得し、プロリーグNBAでは新人王に選ばれた経歴を持つ。

## 学生キャリア
テリー・ディッシンガーことテリー・ギルバート・ディッシンガーはガーフィールド高校時代はバスケット選手として1958年の州のMVP、オールスターズに選ばれ、また野球選手、アメリカンフットボール選手としても才能を発揮し、州のオールチームにも選出された。野球ではベーブ・ルースリーグ・ワールドチャンピオンシップ優勝チームのメンバーでもあった。
パデュー大学ではカレッジバスケのスター選手として活躍。1960年から3年連続でビッグ・テン・カンファレンスの得点王に輝き、AP通信選出のオールアメリカ1stチームにも2年連続で選ばれた。1960年ローマオリンピックではアメリカ代表に選ばれ、先発メンバーとして活躍し、金メダルを獲得した。

## NBAキャリア
ゼファーズ／ブレッツ
大学卒業後、1962年のNBAドラフトで全体8位指名を受けてシカゴ・ゼファーズに入団。ディッシンガーはルーキーイヤーから華々しい活躍をみせ、25.5得点8.0リバウンドを記録。ルーキーにしてオールスターにも出場し、新人王にも選ばれた。このシーズンの後にゼファーズはシカゴからボルティモアに本拠地を移し、ボルティモア・ブレッツとなった。新天地では成績を落としたものの、20.8得点8.3リバウンドと高水準の数字を維持した。
ピストンズ
ブレッツ（ゼファーズ）では2シーズンのみプレイし、1964-65シーズンにはデトロイト・ピストンズに移籍した。ブレッツは誕生して間もないチームだったために若手のディッシンガーにも多くの活躍の場を与えられたが、より選手層の厚いピストンズではディッシンガーの得点機会は減り、このシーズンの得点アベレージは初めて20得点を割り、18.2得点6.0リバウンドの成績だったが、それでもチームのリーディングスコアラーだった。
しかしこのシーズン終了後に、ディッシンガーは2年間の兵役に就くことになった。結果的にこの2年間が、ディッシンガーのスター選手としての地位を奪うことになった。
兵役を終え、1967-68シーズンにピストンズに戻るが、彼が不在の間にピストンズの陣容は様変わりし、デイブ・ビンというスコアラーが新エースの座に着いており、復帰後直の成績は13.1得点6.2リバウンドと彼にしては平凡な数字だった。翌シーズンには8.8得点と得点アベレージは一桁台にまで落ち込むも、その分シュート精度は上昇し、ディッシンガーはこのシーズンから当時のフォワードの選手としては異例と言えるフィールドゴール50%以上を4シーズン連続で記録した。
かつての輝きは取り戻せなかったものの、ディッシンガーはピストンズで計6シーズンを過ごし、1971-72シーズン中にはコーチ交代劇に伴い、2試合だけ選手兼コーチとなっている。
ディッシンガーはピストンズからポートランド・トレイルブレイザーズに移籍した1972-73シーズンを最後に、現役から引退した。NBA通算成績は9シーズン652試合の出場で、9012得点3646リバウンド、平均13.8得点5.6リバウンド、フィールドゴール成功率50.6%だった。

## その他・主な業績
- ローマオリンピック金メダリスト：1960年
- NBA新人王：1963年
- NBAオールルーキー1stチーム：1963年
- NBAオールスターゲーム出場：1963年－1965年

## 引退後
引退後のディッシンガーは歯科医となり、顎の整形外科と歯列矯正の権威として知られている。
2023年10月10日に死去。82歳没。